# Ligne d'Alger à Oran
La ligne d'Alger à Oran est l'une des lignes du réseau ferroviaire algérien. C'est l'une des deux grandes lignes horizontales du réseau algérien, la seconde étant la ligne d'Alger à Skikda. 
Ouverte par étapes entre 1862 et 1871, elle relie la gare d'Alger à celle de Oran. 
Elle connait actuellement d'importants travaux de modernisation avec notamment son électrification et un doublement des voies sur la totalité du parcours.

## Histoire
La décision de créer la première ligne de voyageurs a été prise en 1857. En 1860, la Compagnie des chemins de fer algériens obtient la concession pour les lignes Alger - Blida (50 km) et Oran - Saint Denis du Sig (51 km). La première section entre Alger et Blida a été entamée en 1859 par l'armée et a été ouverte le 8 septembre 1862,,.
En 1863, la concession est enlevée à la CFA pour être offerte à la PLM qui doit cette fois construire toute la ligne, soit les 350 km restants.
La section Oran - Relizane est inaugurée le 1er novembre 1868 et son prolongement jusqu'à Affreville (Khemis Miliana) le 1er septembre 1870 et, de l'autre côté, le prolongement d'Alger - Blida vers Boumedfaa le 8 juillet 1869, alors que l'achèvement du dernier tronçon de 29 km entre Affreville et Boumedfaa permet l'ouverture de la totalité de la ligne le 1er mai 1871.
La modernisation de cette ligne est très récente avec le doublement du nombre de voies sur la totalité en cours de réalisation depuis le milieu des années 2000 et électrification de la section Alger - El Affroun.

## La ligne

### Caractéristiques

#### Section d'Alger à El Affroun
Entre Alger et El Affroun, sur 70 km, elle constitue l'une des cinq lignes réseau ferré de la banlieue d'Alger, une double voie électrifiée en 2009 avec une tension de 25 000 V.
C'est la ligne la plus sollicitée du réseau ferré algérien avec pas moins de 58 trains de voyageurs par jour et 130 sur la sous-section de 10 km Alger - El Harrach partagée avec les lignes de banlieue d'Alger et ainsi que les grandes lignes et les lignes régionales vers l'Est du pays

#### Section d'El Affroun à Oran
Entre El Affroun et Oran la ligne n'est pas électrifiée, la voie unique est en cours de dédoublement. En 2015, deux parties de 77 km entre Khemis Meliana et Chlef et 107 km entre Yellel et Oran permettent la circulation à double voie.
Deux voies de contournement des villes de Khemis Miliana et Relizane ainsi que deux nouvelles gares pour les desservir sont en construction.
Un double tunnel de 7 km pour traverser la partie montagneuse de la ligne entre Khemis Miliana et Oued Djer est en cours de construction aussi.

#### Tracé et Profil
Le tracé de la ligne est globalement plat sauf la partie de 50 km entre El Affroun et Khemis Miliana ou elle traverse un terrain escarpé qui monte de 100  à   500 mètres d'altitude avant de redescendre à 250 mètres.

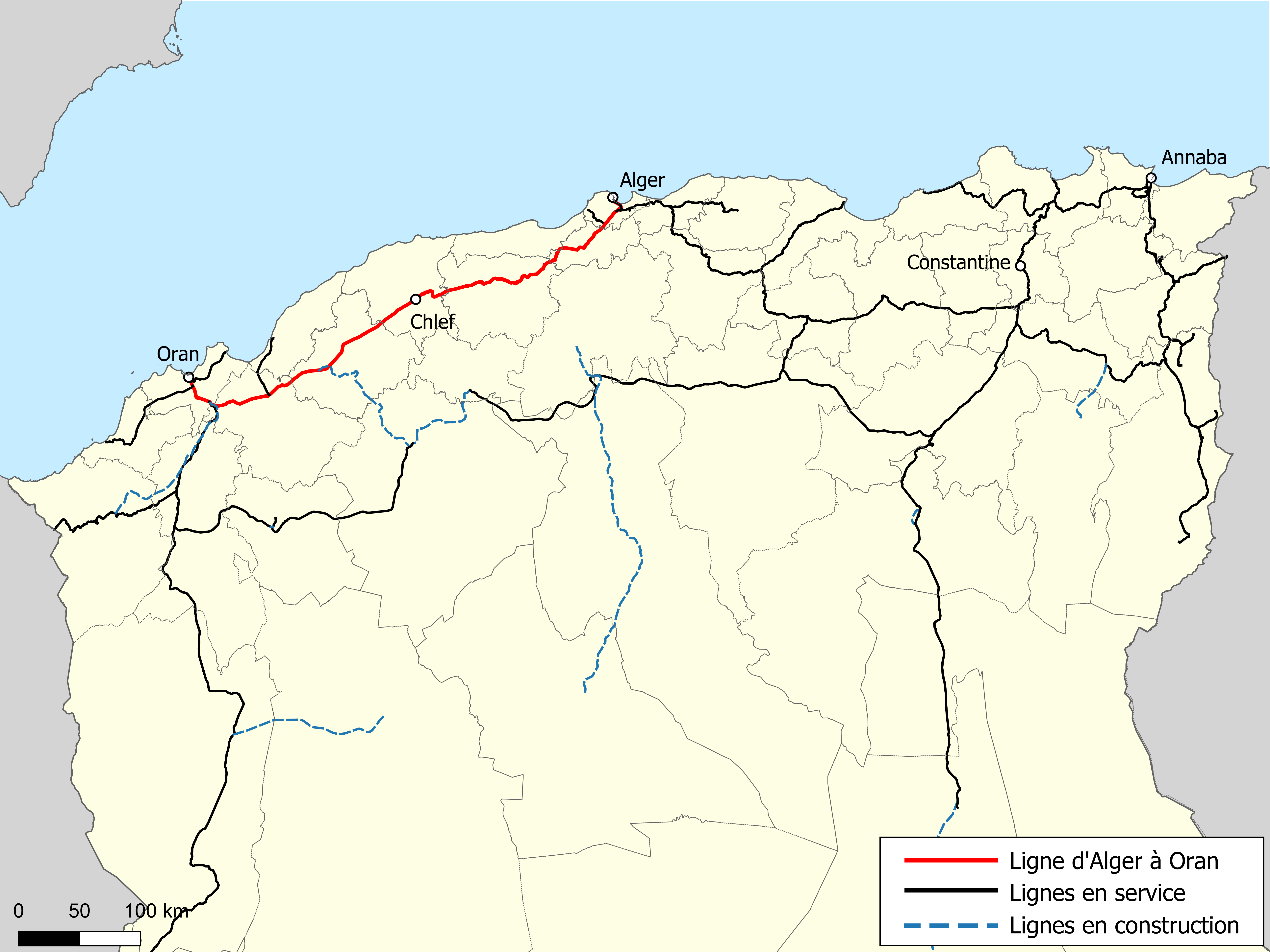
Localisation de la ligne d'Alger à Oran dans le nord de l'Algérie.

### Vitesses limites
La vitesse moyenne sur l'ensemble de la ligne oscille entre 80  et   90 km/h.
Depuis 2008, la vitesse limite pour les autorails sur certains tronçon est de 160 km/h. L'objectif est d'atteindre cette vitesse de croisière sur l'ensemble de la ligne après le dédoublement et électrification.

### Service ferroviaire
La ligne permet le trafic voyageurs et de marchandises. Elle est empruntée par :
- les trains grandes lignes de la liaison Alger - Oran ;
- les trains régionaux des liaisons :
  - Alger - Chlef ;
  - Chlef - Khemis Miliana ;
  - Oran -  Arzew ;
  - Oran -  Béchar ;
  - Oran -  Béni Saf ;
  - Oran -  Chlef ;
  - Oran -  Mécheria ;
  - Oran -  Relizane ;
  - Oran -  Saïda ;
  - Oran -  Sidi Bel Abbès ;
  - Oran -  Tlemcen ;
- les trains du réseau ferré de la banlieue d'Alger.

Le trafic voyageur entre les deux grandes villes du pays a toujours été régulier malgré le temps de trajet qui se faisait jusqu'en 2005 en plus de 6 heures. La modernisation d'une partie de la ligne a permis de ramener le temps de parcours à 4 heures mais le train souffre désormais de la concurrence de l'autoroute qui depuis 2009 ne met Oran qu'à 3 h 30 d'Alger.

## Gares de la ligne
| Gares              | (PK)    | Informations                                                 |
| ------------------ | ------- | ------------------------------------------------------------ |
| Alger              | PK 0    | Grandes lignes, trains régionaux, trains de banlieue d'Alger |
| Agha               | PK 1,5  | Grandes lignes, trains régionaux, trains de banlieue d'Alger |
| Ateliers           | PK 3    | Trains de banlieue d'Alger                                   |
| Hussein Dey        | PK 6    | Trains de banlieue d'Alger                                   |
| Caroubier          | PK 8,5  | Trains de banlieue d'Alger                                   |
| El Harrach         | PK 10,5 | Grandes lignes, trains régionaux, trains de banlieue d'Alger |
| Gué de Constantine | PK 15   | Trains de banlieue d'Alger                                   |
| Aïn Naâdja         | PK 17   | Trains de banlieue d'Alger                                   |
| Baba Ali           | PK 20   | Trains de banlieue d'Alger                                   |
| Birtouta           | PK 26   | Trains de banlieue d'Alger                                   |
| Sidi Aïd           | PK 32   | Gare fermée                                                  |
| Boufarik           | PK 36   | Trains de banlieue d'Alger                                   |
| Beni Mered         | PK 44   | Trains de banlieue d'Alger                                   |
| Blida              | PK 50   | Trains de banlieue d'Alger                                   |
| Chiffa             | PK 58   | Trains de banlieue d'Alger                                   |
| Mouzaia            | PK 63   | Trains de banlieue d'Alger                                   |
| El Affroun         | PK 68   | Grandes lignes, trains régionaux, trains de banlieue d'Alger |
| Oued Djer          | PK 78   | Nouvelle gare est en construction                            |
| Boumedfaa          | PK 91   | Nouvelle gare est en construction                            |
| Hoceinia           | PK 98   | Trains régionaux                                             |
| Aïn Torki          | PK 110  | Gare fermée                                                  |
| Khemis Miliana     | PK 120  | Grandes lignes, trains régionaux                             |
| Sidi Lakhdar       | PK 124  | Trains régionaux                                             |
| Arib               | PK 134  | Grandes lignes, trains régionaux                             |
| Aïn Defla          | PK 145  | Grandes lignes, trains régionaux                             |
| El Amra            | PK 154  | Trains régionaux                                             |
| Rouina             | PK 160  | Grandes lignes, trains régionaux                             |
| Cheikh Ben Yahia   | PK 164  | Trains régionaux                                             |
| Sidi Bouabia       | PK 170  | Trains régionaux                                             |
| El Attaf           | PK 173  | Grandes lignes, trains régionaux                             |
| Bir Safsaf         | PK 180  | Trains régionaux                                             |
| Témoulga           | PK 183  | Gare fermée                                                  |
| Oued Fodda         | PK 186  | Grandes lignes, trains régionaux                             |
| Le Barrage         | PK 195  | Omnibus Chlef - Khemis - Chlef                               |
| Oum Drou           | PK 203  | Trains régionaux                                             |
| Chlef              | PK 209  | Grandes lignes, trains régionaux                             |
| Oued Sly           | PK 224  | Trains régionaux                                             |
| Boukadir           | PK 232  | Grandes lignes, trains régionaux                             |
| Le Merdja          | PK 243  | Gare fermée                                                  |
| Oued Rhiou         | PK 254  | Grandes lignes, trains régionaux                             |
| Djidiouïa          | PK 263  | Gare fermée                                                  |
| Oued El Djemaa     | PK 283  | Trains régionaux                                             |
| Relizane           | PK 296  | Grandes lignes, trains régionaux                             |
| Les Silos          | PK 305  | Gare fermée                                                  |
| Yellel             | PK 315  | Trains régionaux                                             |
| El Ghomri          | PK 332  | Gare fermée                                                  |
| Sahaouria          | PK 340  | Gare fermée                                                  |
| Mohammadia         | PK 346  | Grandes lignes, trains régionaux                             |
| Yalou              |         | Trains régionaux                                             |
| Bou Henni          | PK 360  | Trains régionaux                                             |
| Sig                | PK 371  | Grandes lignes, Trains régionaux                             |
| Oggaz              | PK 376  | Trains régionaux                                             |
| La Marre-d'Eau     | PK 382  | Gare férmée                                                  |
| Oued Tlelat        | PK 396  | Grandes lignes, trains régionaux                             |
| Arbal              | PK 404  | Gare fermée                                                  |
| El Kerma           | PK 412  | Trains régionaux                                             |
| Es Senia           | PK 416  | Trains régionaux                                             |
| Oran               | PK 422  | Grandes lignes, trains régionaux, fret                       |